# Blossia falcifera brachygnatha
Blossia falcifera brachygnatha es una subespecie de arácnido  del orden Solifugae de la familia Daesiidae.

## Distribución geográfica
Se encuentra en Zimbabue.